# Wynne Gibson
Wynne Gibson (New York City, 3 luglio 1905 – Laguna Niguel, 15 maggio 1987) è stata un'attrice statunitense.

## Biografia
Lasciata la scuola a 16 anni, Wynne (Winifred) Gibson trovò lavoro come ballerina di fila a Broadway e poi divenne la partner del ballerino Ray Raymond nella sua compagnia itinerante, che si esibì anche in Europa. Nel 1929 riuscì a entrare nell'ambiente del cinema con il film Nothing But the Truth, il cui successo le garantì un contratto dalla Paramount e una carriera più che ventennale, per quanto svoltasi interpretando film di non elevata qualità. Lasciò il cinema nel 1956 e divenne una dirigente sia della Actors' Equity, il sindacato degli attori cinematografici degli Stati Uniti, che dell'American Federation of Television and Radio Artists. 
Nel 1927 aveva sposato l’attore John Gallaudet, dal quale divorziò nel 1930. Nel 1938 Wynne Gibson andò a vivere con l'attrice Beverly Roberts, in un sodalizio che durò tutta la sua vita, conclusa nel 1987 per un attacco di trombosi cerebrale. È sepolta nel Forest Lawn Memorial Park di Glendale, accanto all'amica Roberts.

## Filmografia parziale
- Nothing But the Truth (1929)
- Amore bendato (Children of Pleasure), regia di Harry Beaumont (1930)
- The Fall Guy (1930)
- Luna di giugno  (1931)
- Lo stroncatore di gang  (1931)
- Man of the World, regia di Richard Wallace e Edward Goodman (1931)
- Le vie della città  (1931)
- I gioielli rubati (1931)
- Two Kinds of Women, regia di William C. de Mille (1932)
- Night After Night, regia di Archie Mayo (1932)
- Il delitto di Clara Deane (The Strange Case of Clara Deane), regia di Louis J. Gasnier, Max Marcin  (1932)
- Se avessi un milione  (1932)
- Cuore d'amanti (Lady and Gent), regia di Stephen Roberts  (1932)
- La guardia del corpo (Her Bodyguard), regia di William Beaudine (1933)
- Troppa armonia  (1933)
- The Crime of the Century  (1933)
- The Crosby Case (1934)
- Admirals All (1935)
- The Crouching Beast (1935)
- Come Closer, Folks (1936)
- La miniera misteriosa  (1937)
- Racketeers in Exile (1937)
- Michael O'Halloran (1937)
- The Falcon Strikes Back (1943)
- Mystery Broadcast (1943)